# 救援車
救援車（きゅうえんしゃ）とは、鉄道事業者が使う事業用鉄道車両の一種である。災害、鉄道事故や除雪現場などに出動し、枕木等の応急復旧資材や工作機械の保管・運搬、作業員の休憩所代わりに用いられる。

## 概要
日本国有鉄道（国鉄）では、戦前から職用車の一種として「非常用車」(客車) や救援車代用貨車が存在していたが、1953年（昭和28年）6月の車両称号規程改正により独立した車種として制定された。従来、鉄道事故の復旧作業は発生後に復旧機材を積んだ自動車や列車で現場へ向かっていたが、これでは手間がかかること、更に当時はまだ道路網が発達しておらず、自動車利用の場合は現場への移動だけでも時間がかかることも少なくなかった。
そこで、事故が起きてから準備をするのではなく、事故発生時に迅速な復旧作業が出来るよう、予め機材を積んだ鉄道車両を常備しておくという発想が救援車の元になっている。

### 車両
ほとんどの場合、営業用としては古くなった車両を改造して製作される。また、廃車した車両の台車や機器などを用い、車体を新製する場合もある。
車内のスペースは、復旧用資材・機材の積載スペース、作業員の休憩スペース、簡易な厨房設備、トイレなどからなる。スペースの配置や寸法については、車種や配置先の実態などにより大きく異なる。

### 搭載機材
地域や車輌個体等による差もあるが、おもに以下のような物を搭載していた。
- ジャッキ
- ガスバーナー
- 鋼材各種
- 枕木
- ロープ
- クレーン
- 投光器

## 出動機会
現在では道路網が充実したことや、ダイヤの過密化などにより、あらかじめ復旧用資材をコンテナに搭載させて車両基地に常駐させておき、災害などの緊急時にはそれを機動性のあるトラックに載せて現地に駆けつける場合がほとんどで、また車両故障による出動も近くの営業車両を運転打ち切りにして行なうか最寄りの車両基地の予備車を使って行われている。このため、救援車が出動する機会は道路から離れた場所での災害、事故に限られており、実際に使用することは極めて稀な事態ともいえる。実際に都心部では廃車が進み、必要最小限度の保有となっており、残存する車両も側線で、中には朽ち果てるように留置されているものもある。

## 事業者別の救援車

### 国鉄・JR
国鉄およびJR各社における記号は「エ」。ほとんどが旧型客車や用途廃止された荷物車、郵便車を流用し、改造している。このため種車はバラバラで、同じ形式でも外観や内部の形状が異なる場合が多い。窓は、元の種車と比べると、塞がれるなどの改造が施されているためピッチは不連続になっている。また、側扉は片側2以上が配置される。扉や窓に鉄格子が嵌っていることも多いことから外見は荷物車に似る。塗装色はぶどう色2号。側面に白文字で「救援車」と書かれている場合もある。
国鉄末期の1986年（昭和61年）のダイヤ改正で郵便荷物輸送が廃止になり、製造から10年に満たないにもかかわらず余剰となった50系客車のマニ50形やスユニ50形を救援車代用として使用することになったため、車齢の古い旧型客車の救援車は一掃された。なお、救援車代用貨車は現在も各所に配置されているものの、こちらも救援車代用コンテナに置き換わっている。

#### 主な救援車

##### 過去に存在した国鉄の救援車
電車
- クモエ21形
- クエ28形
- クモエ4300形
- クエ9100形
- クエ9110形
- クエ9120形
- サエ9300形
- サエ9310形
- サエ9320形（←サエ9330形）
- クエ9400形、クエ9420形（←クエ9130形、クエ9140形、クエ9160形）
- クモヤ145形100番台（救援車兼用牽引車）

客車

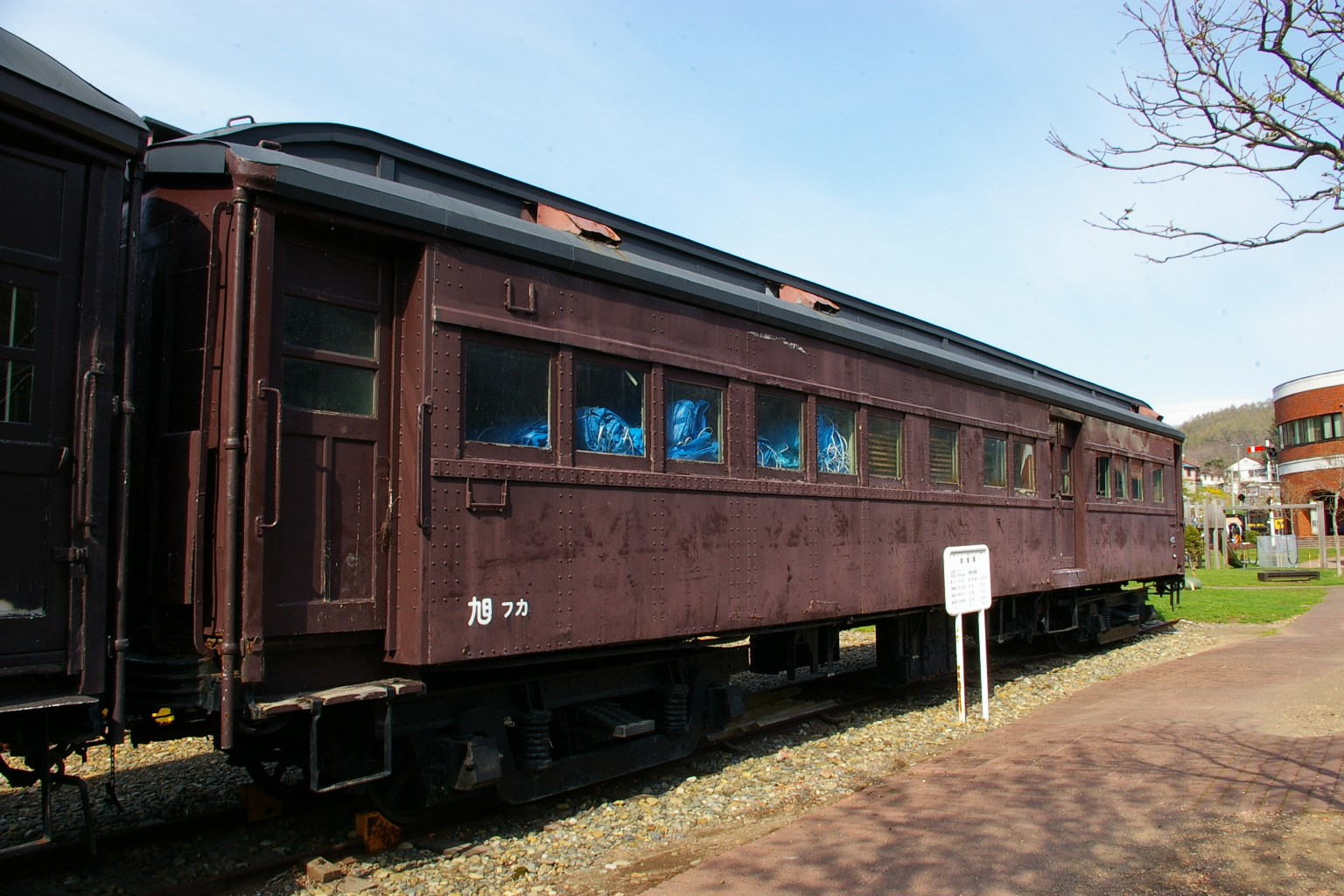
スエ30形
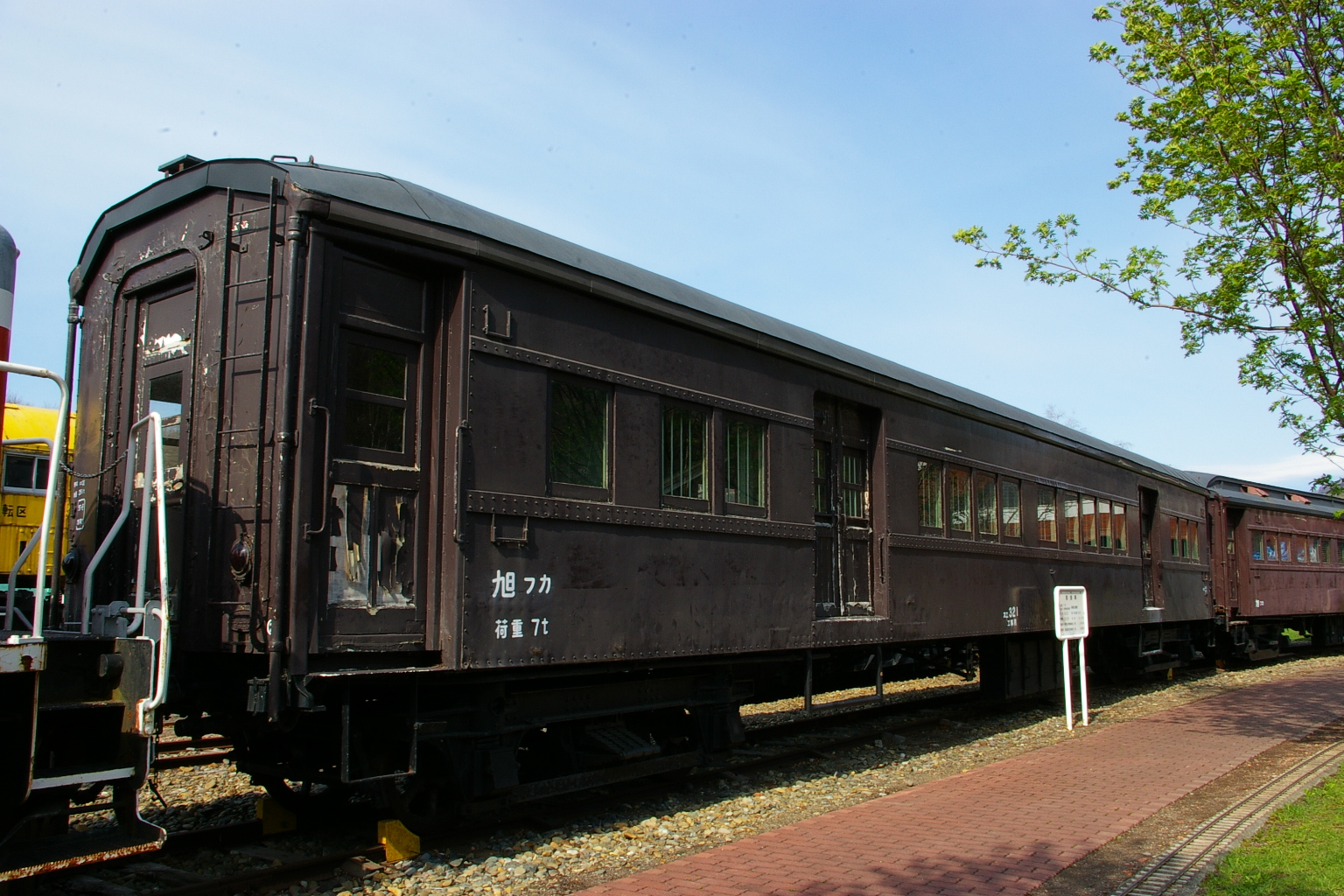
スエ31形
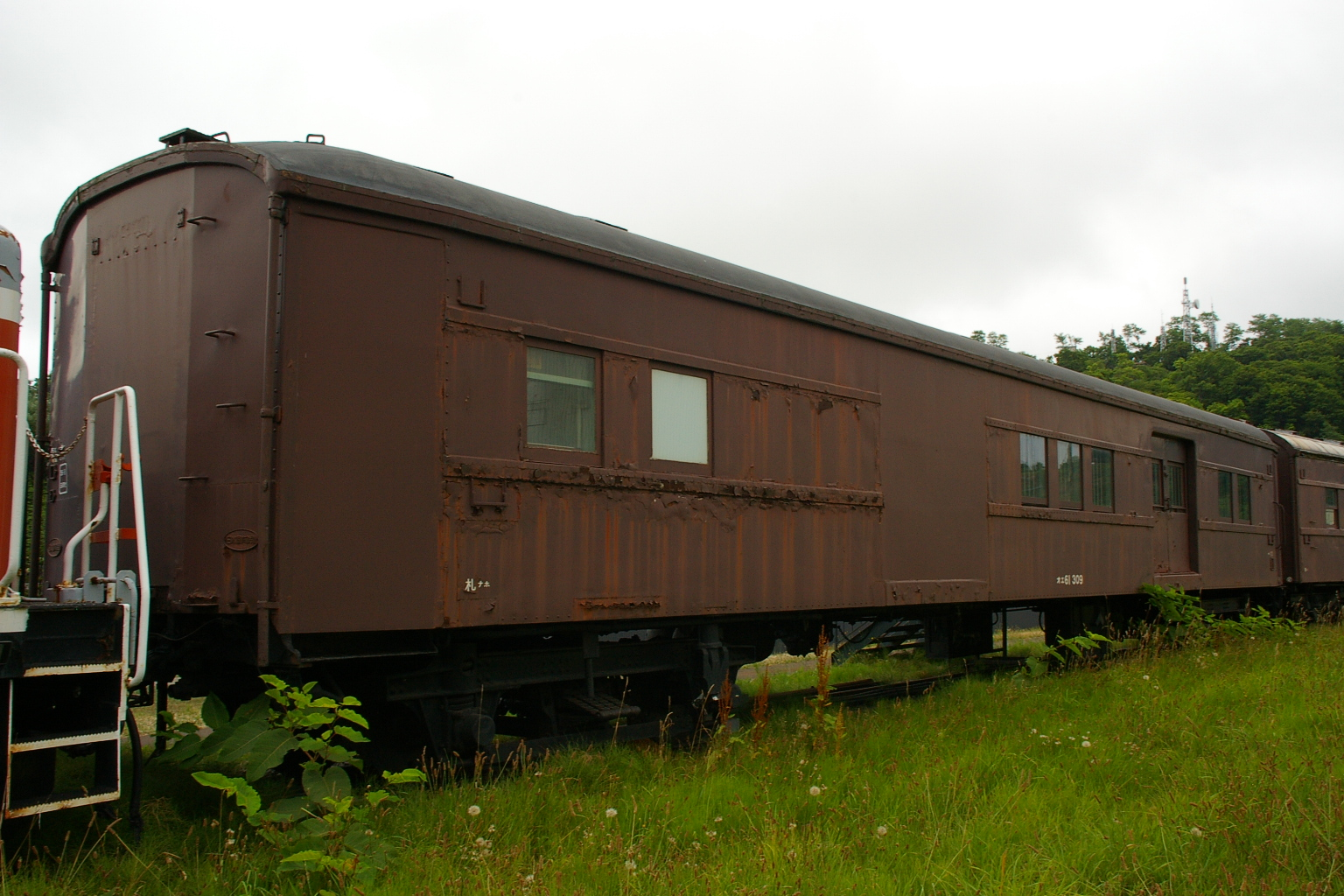
スエ38形 (1 - 7)
- スエ38形 (8)
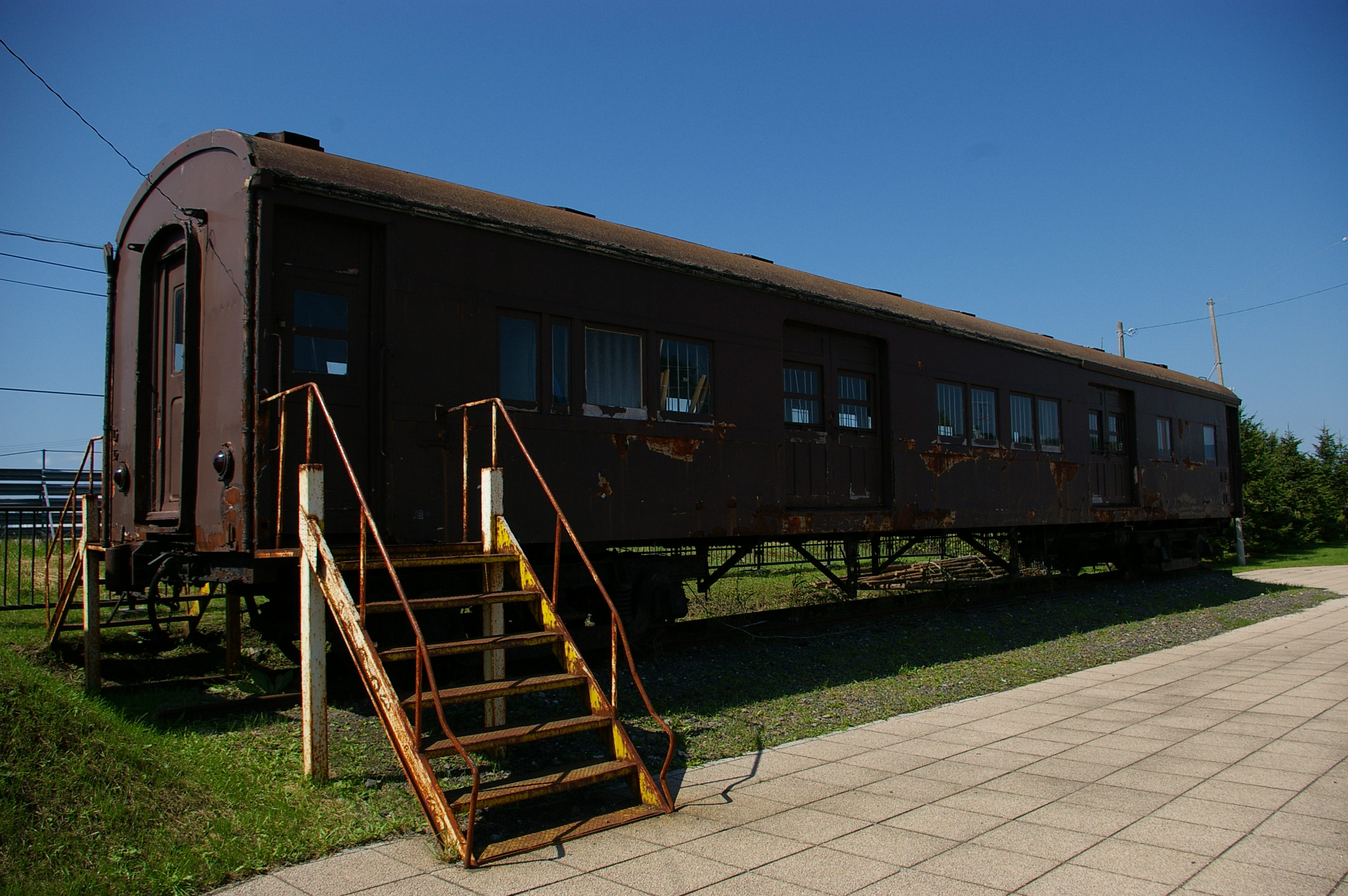
オエ61形
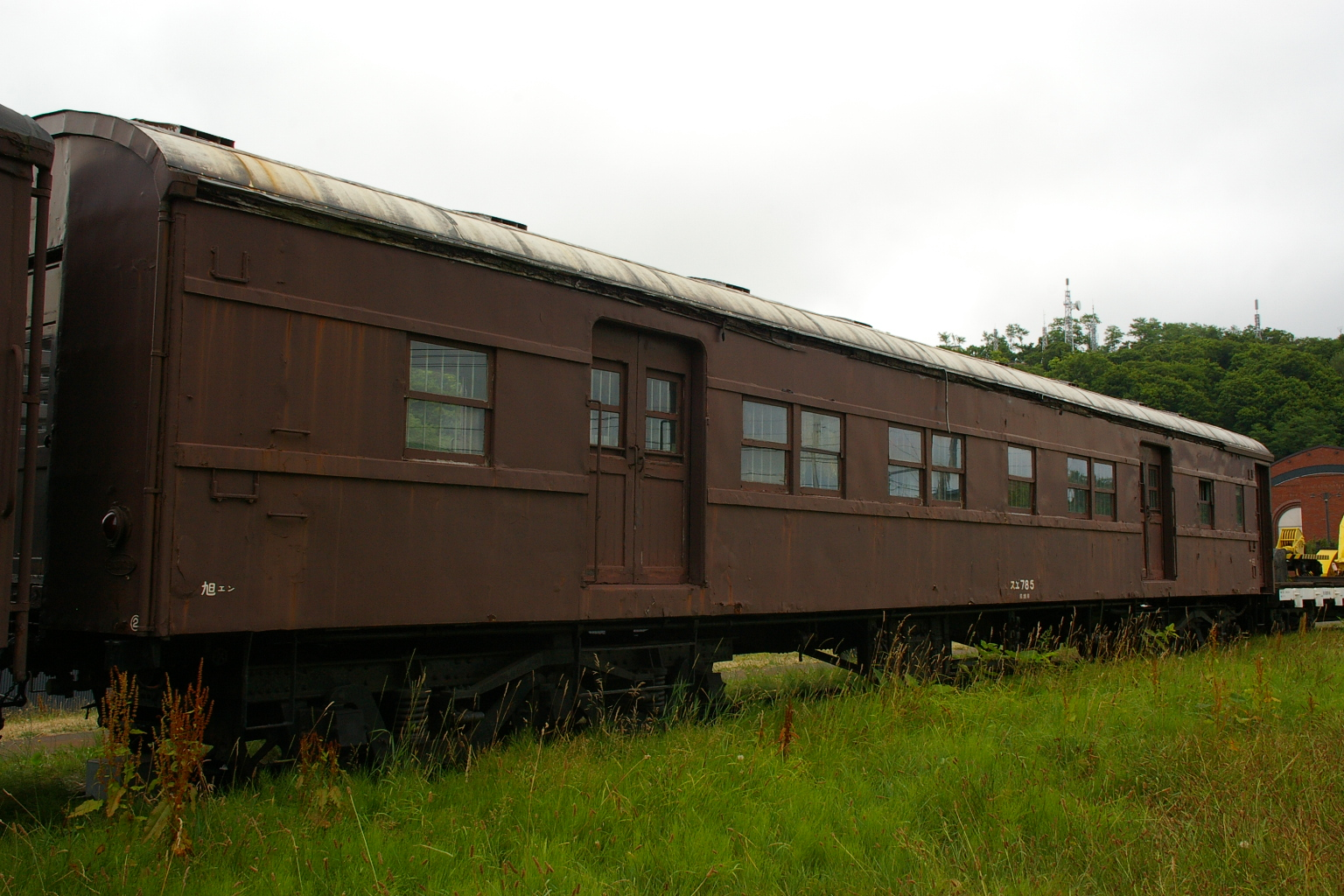
オエ70形
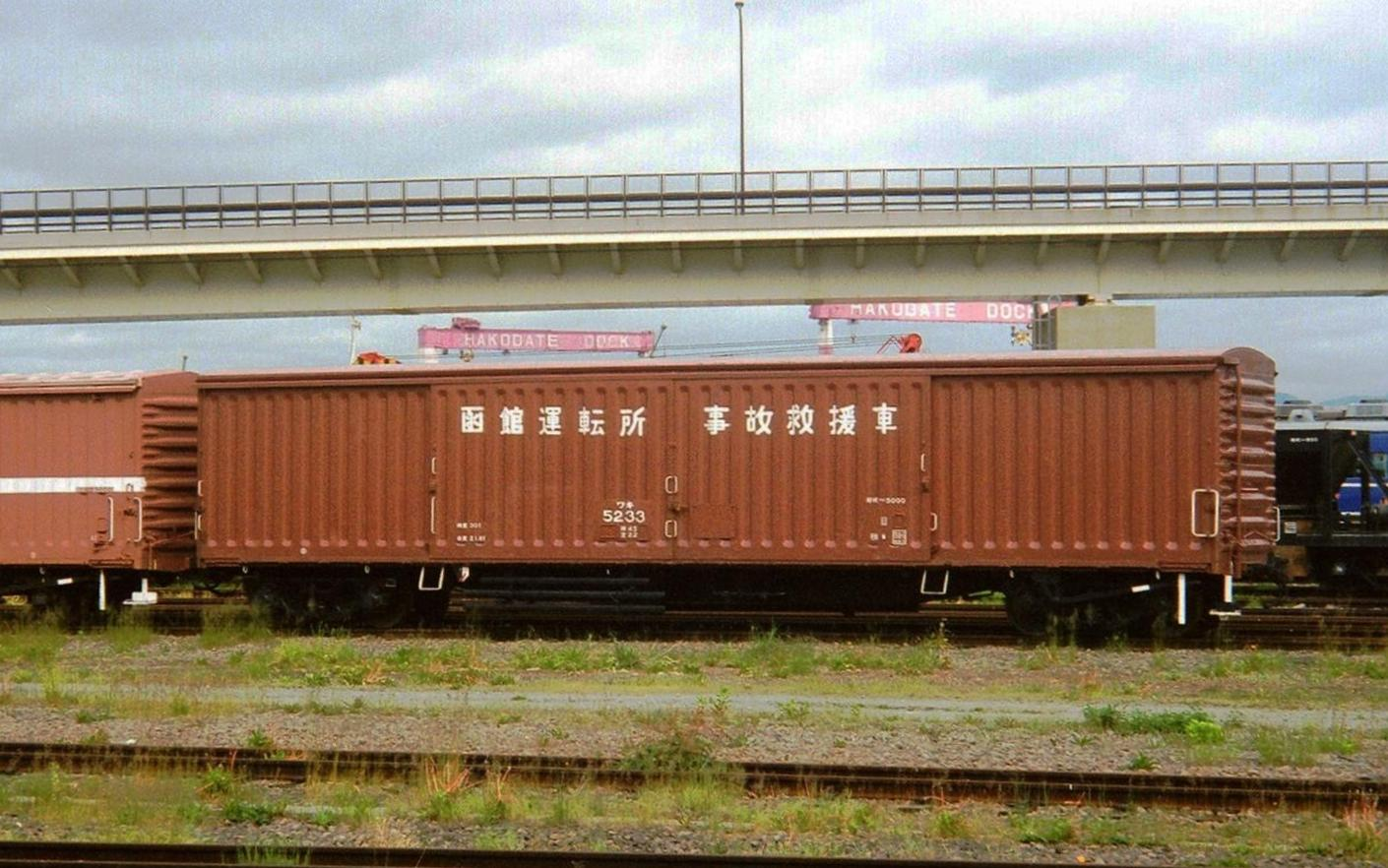
救援車代用の貨車（JR北海道ワキ5233）
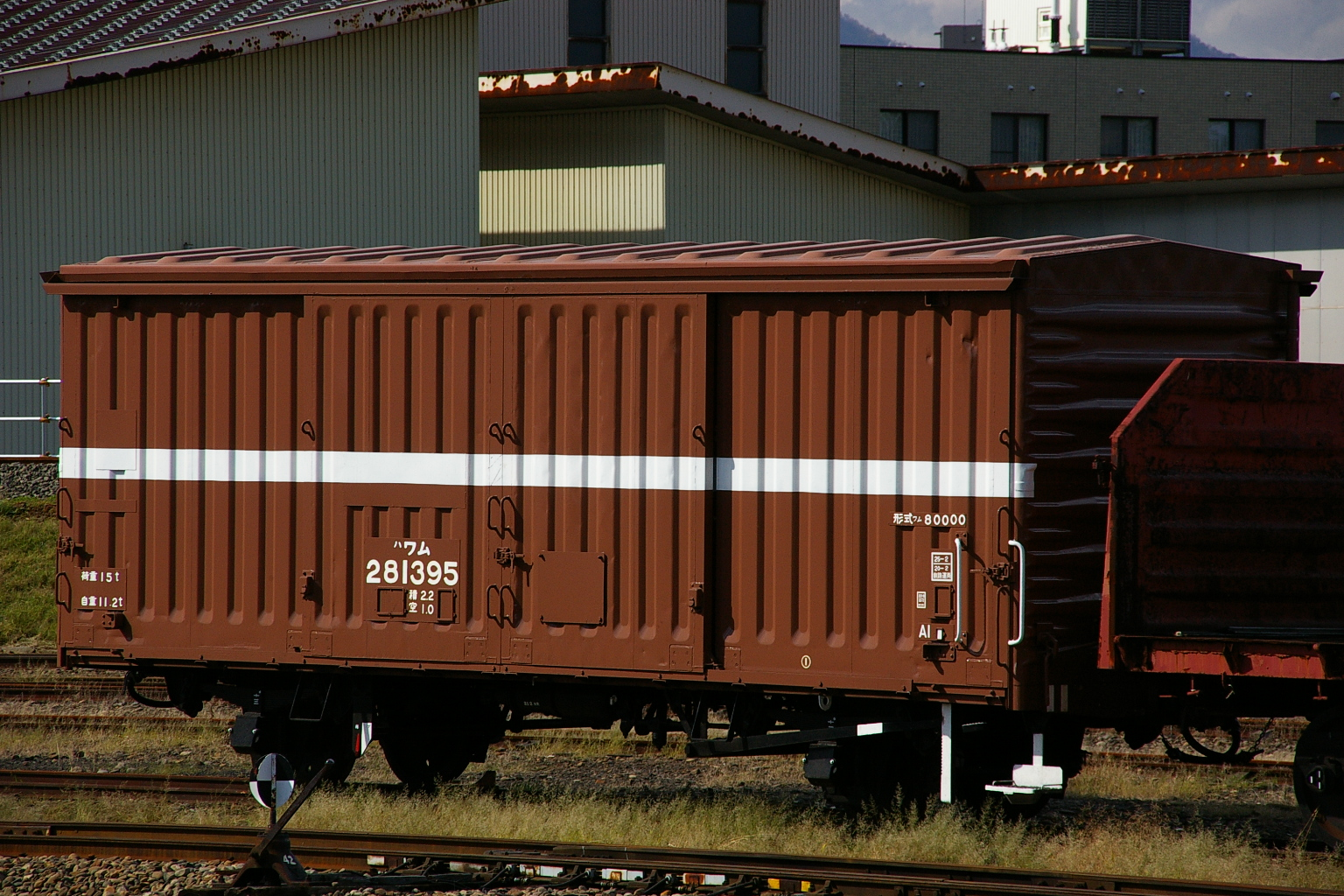
救援車代用のワム80000形貨車
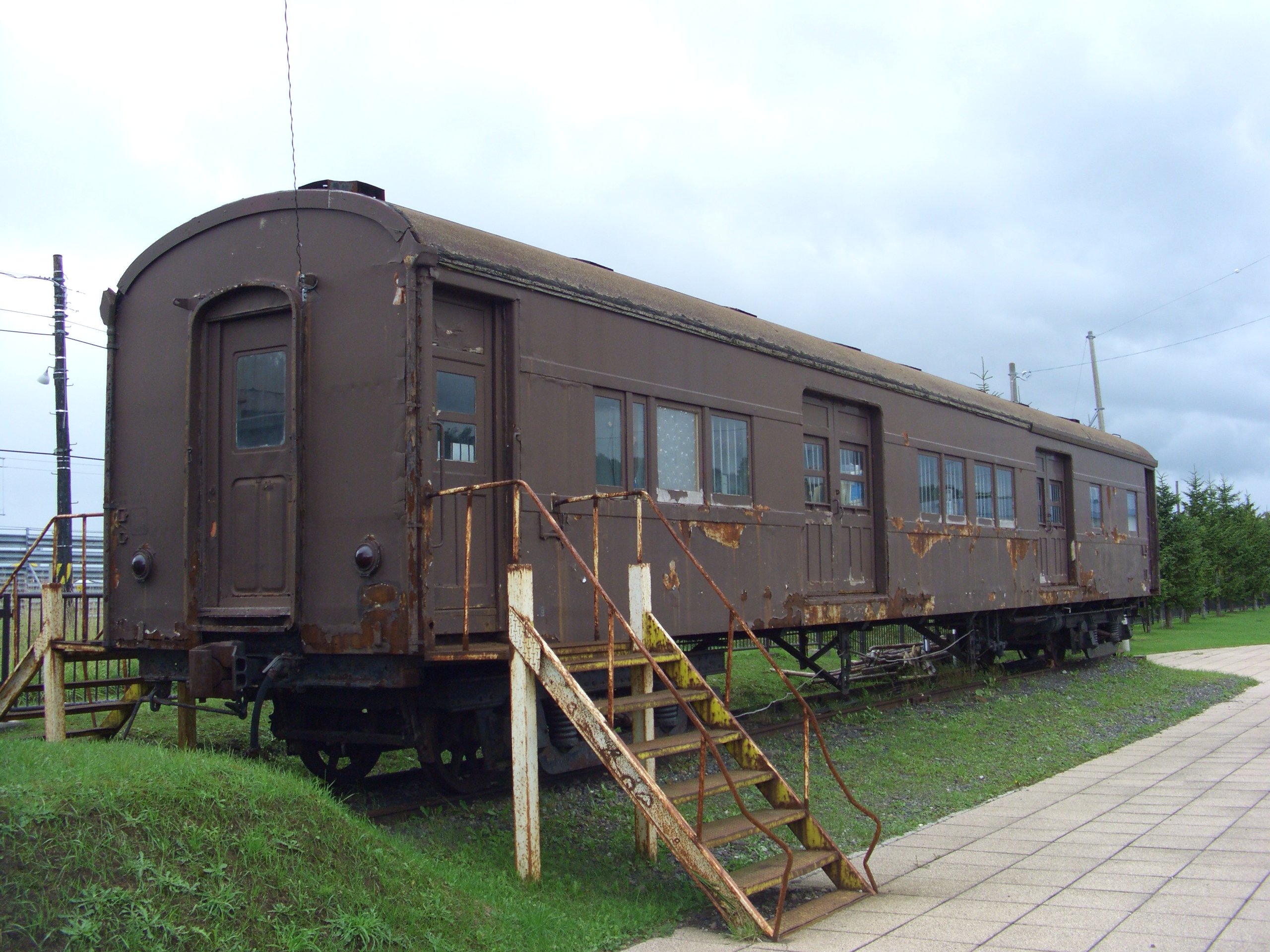
豊富駅前に展示されているオエ61 67
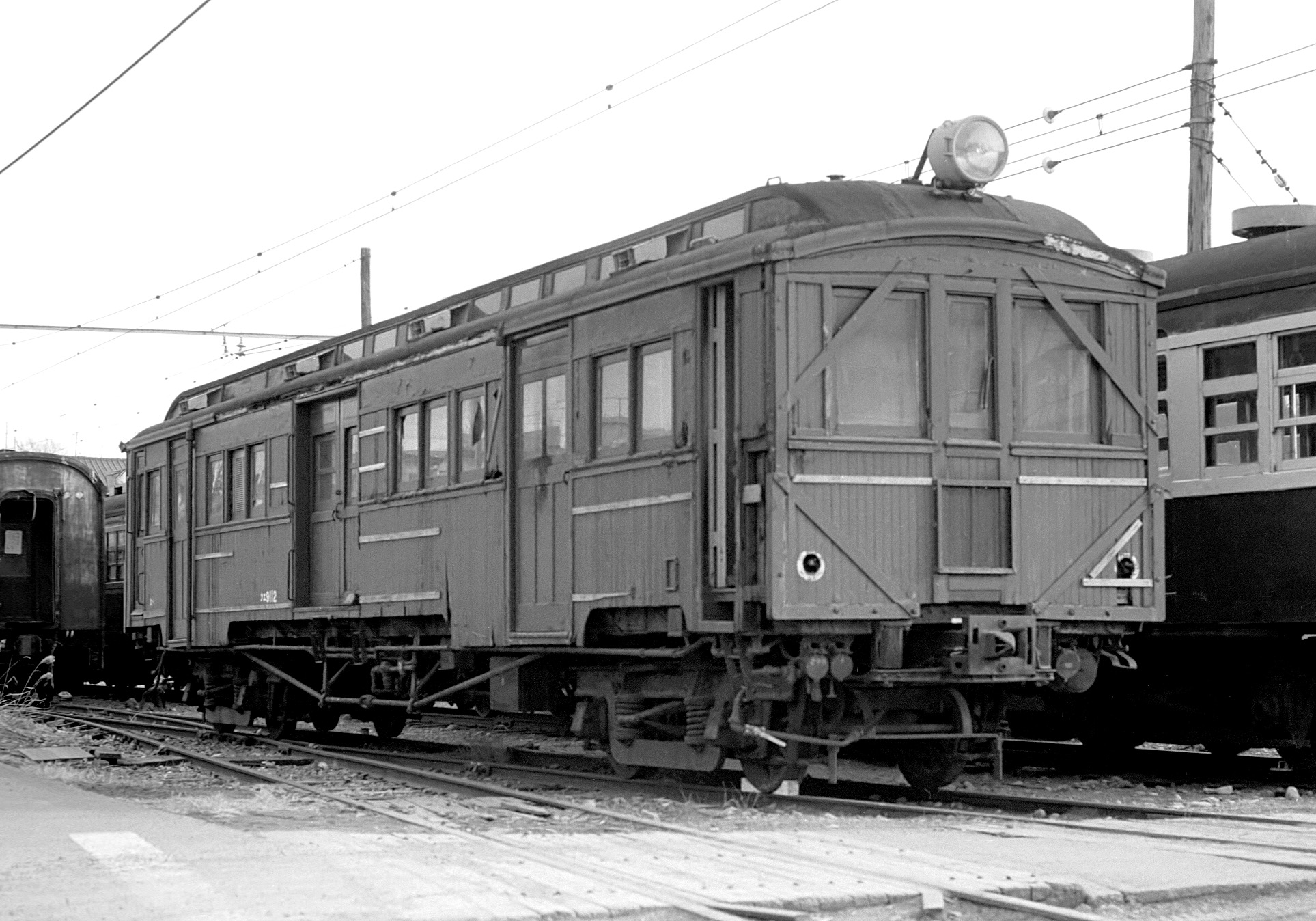
スエ71形
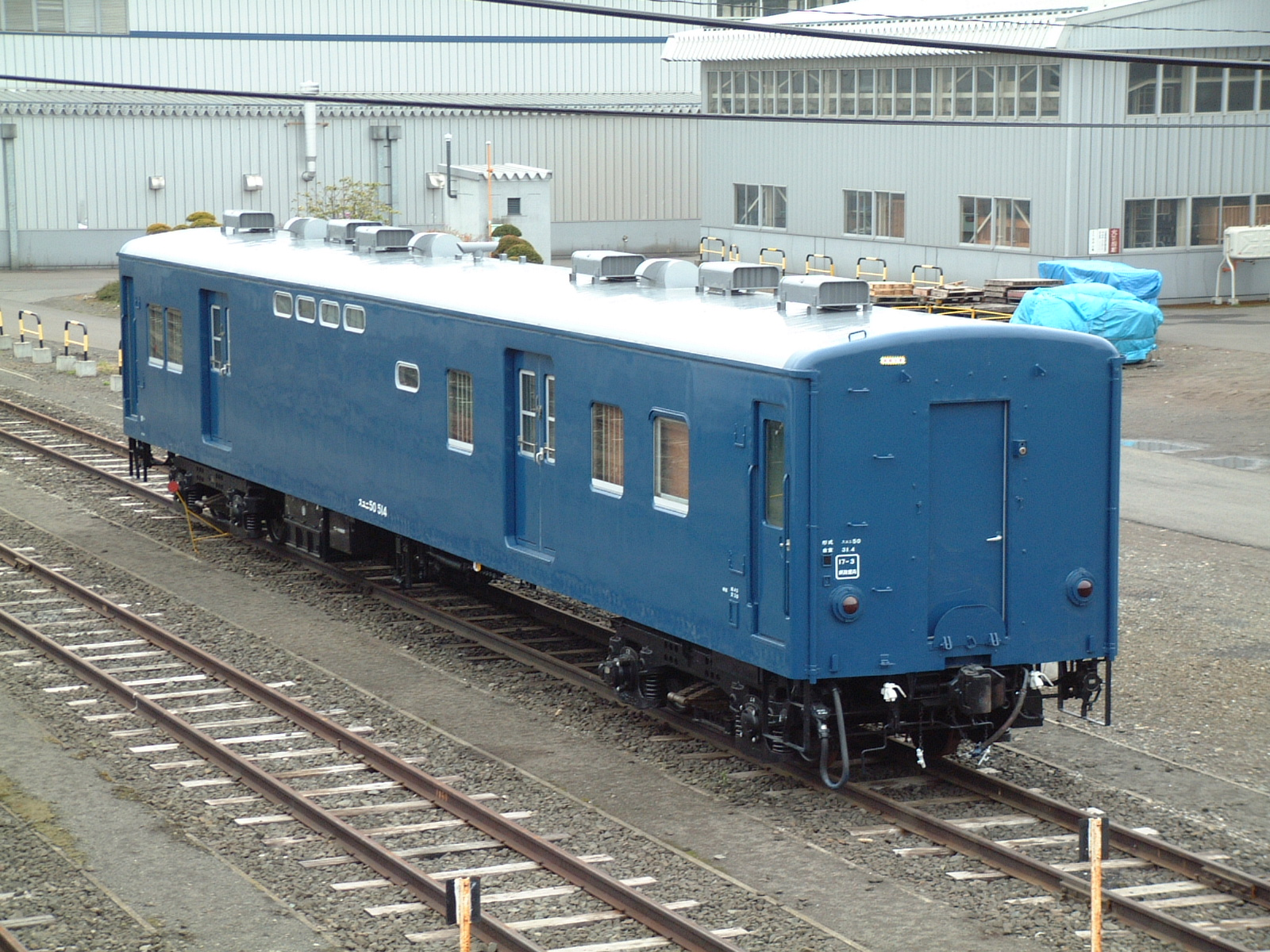
釧路運輸車両所に留置の救援車 スユニ50-514。関係者の休憩所に代用。
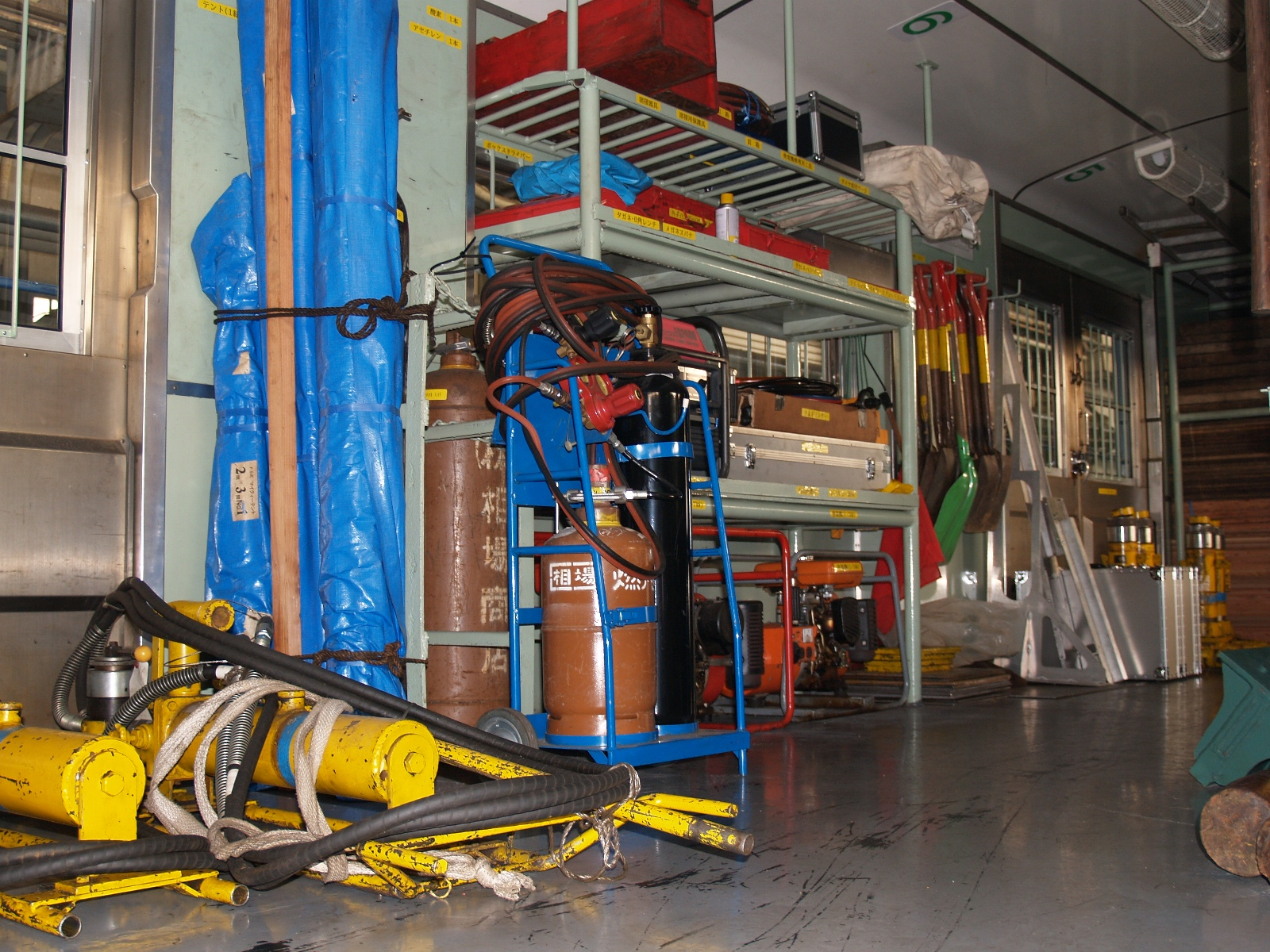
マニ50-2183の車内

- スエ78形
- ホエ7000形
- ナエ7200形
- ナエ9900形
- オエ9920形
- ホエ17000形
- ナエ17100形
- オエ19900形
- ナエ27000形
- オエ29900形

貨車
- エ1形
- エ500形
- エ700形
- エ740形
- エ770形
- エ790形
- エ810形

新幹線車両
- 941形

- スエ30形
- スエ32形
- オエ61形
- オエ61形
- スエ78形
- 救援車代用の貨車（JR北海道ワキ5233）
- 救援車代用のワム80000形貨車
- 豊富駅前に展示されているオエ61 67
- クエ9110形
- 釧路運輸車両所に留置の救援車 スユニ50-514。関係者の休憩所に代用。
- マニ50-2183の車内

### 京浜急行電鉄[1][2][3][4]
京浜急行電鉄には初代1000形の廃車発生部品を流用したデト17・18形各2両の合計4両が在籍する。1979年から1990年まではデト20形2両が、1990年から2010年6月まではクト1形2両が救援車として使用されていた。

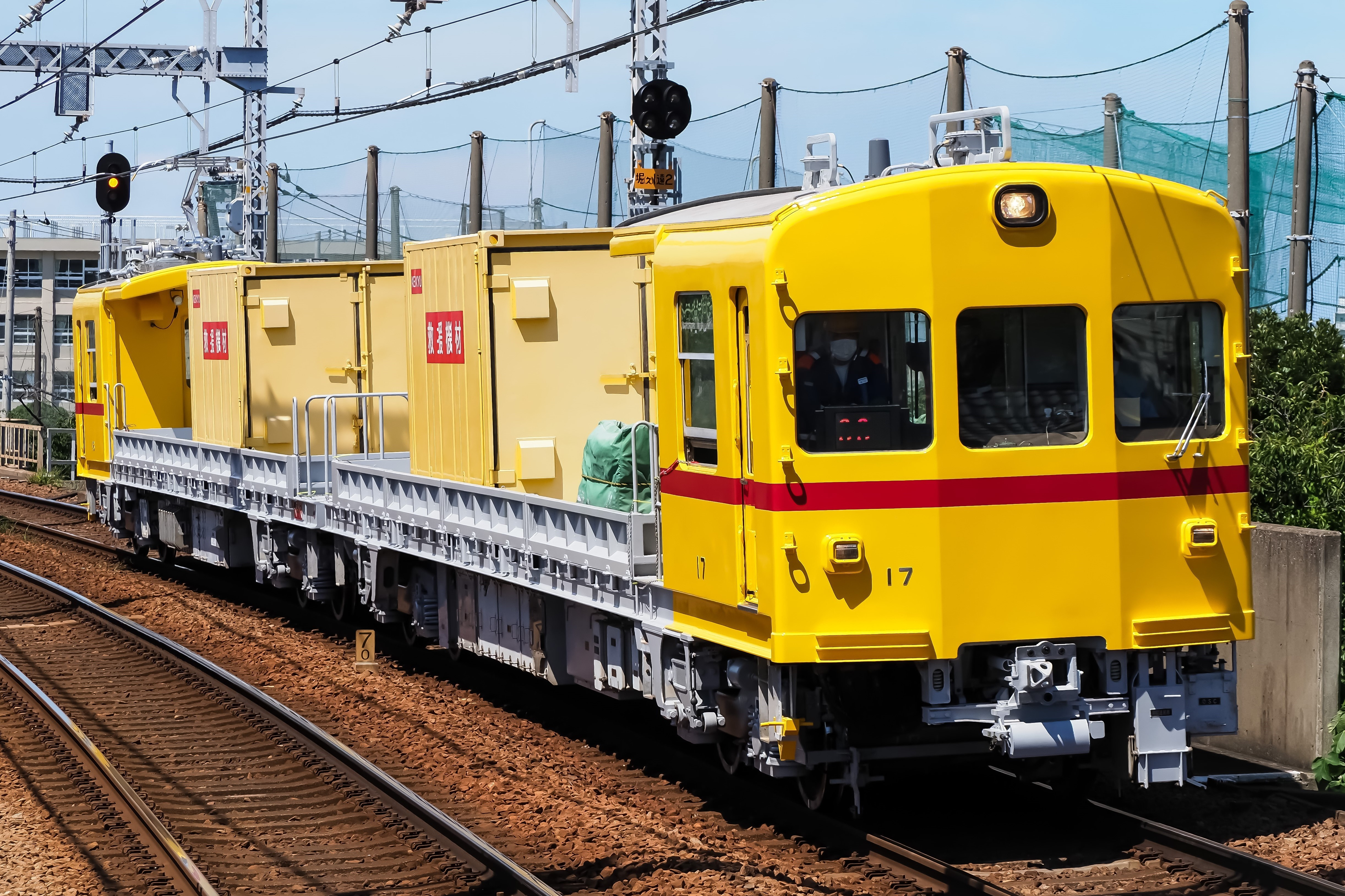
京浜急行電鉄 デト17・18

### 相模鉄道[5]
相模鉄道は編成組換で余剰となった旧7000系を改造したモヤ700形4両を保有する。1975年から2007年まではモニ2000形3両が救援・事業用車として使用されていた。

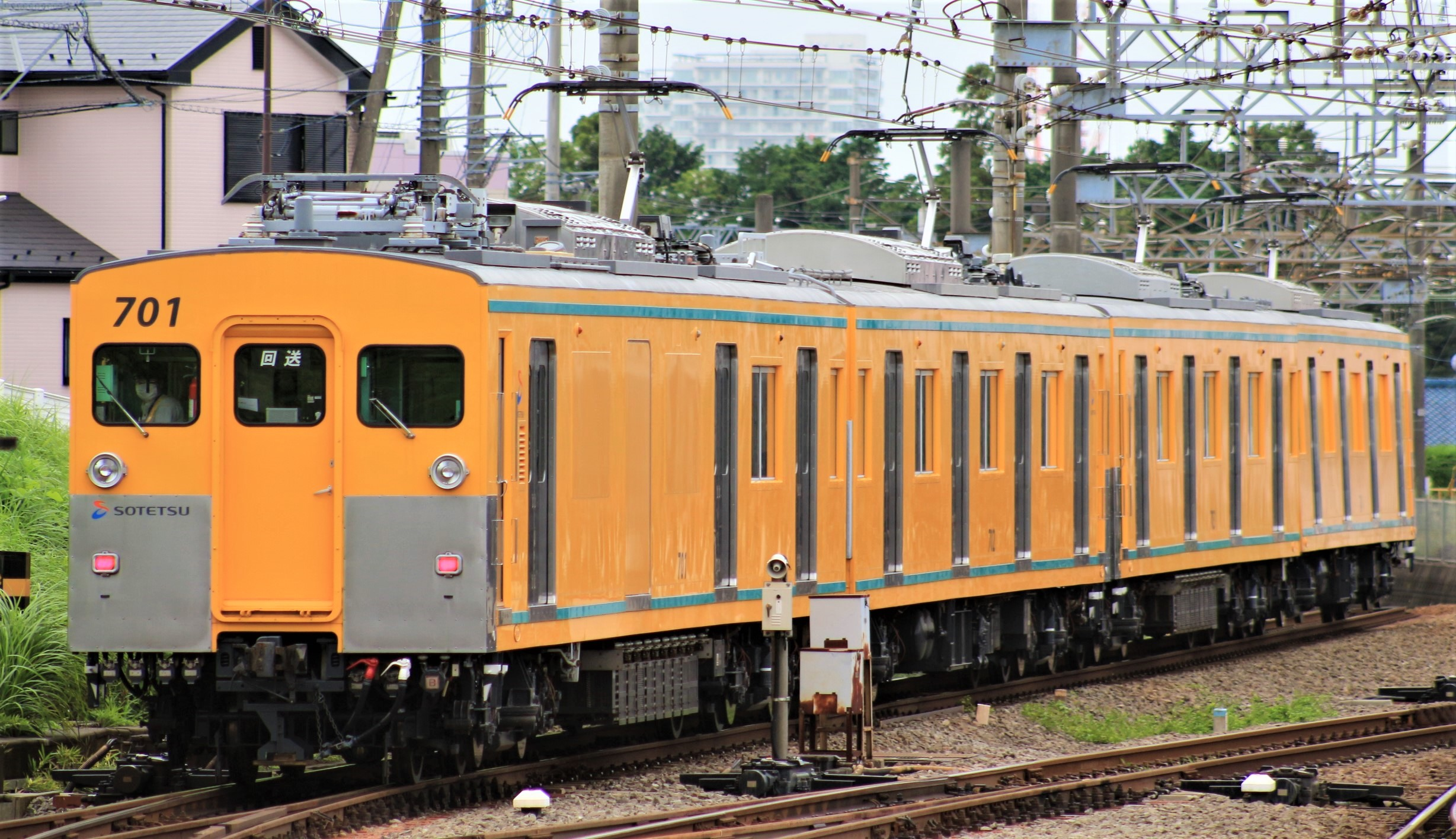
モヤ700形

### 阪神電気鉄道
阪神電気鉄道では、旧型電車からの転用ではなく1987年に新造された救援車が存在する。両運転台をもつが、制御車であり動力装置は持たず単独運転することはない。営業用車両の前後に連結されて、事故現場などへ復旧資材の運搬等を行う。外観はコバルトブルーで正面にバーミリオンの赤帯が入る。
- 110形（110号とも）
- 155形（廃車）

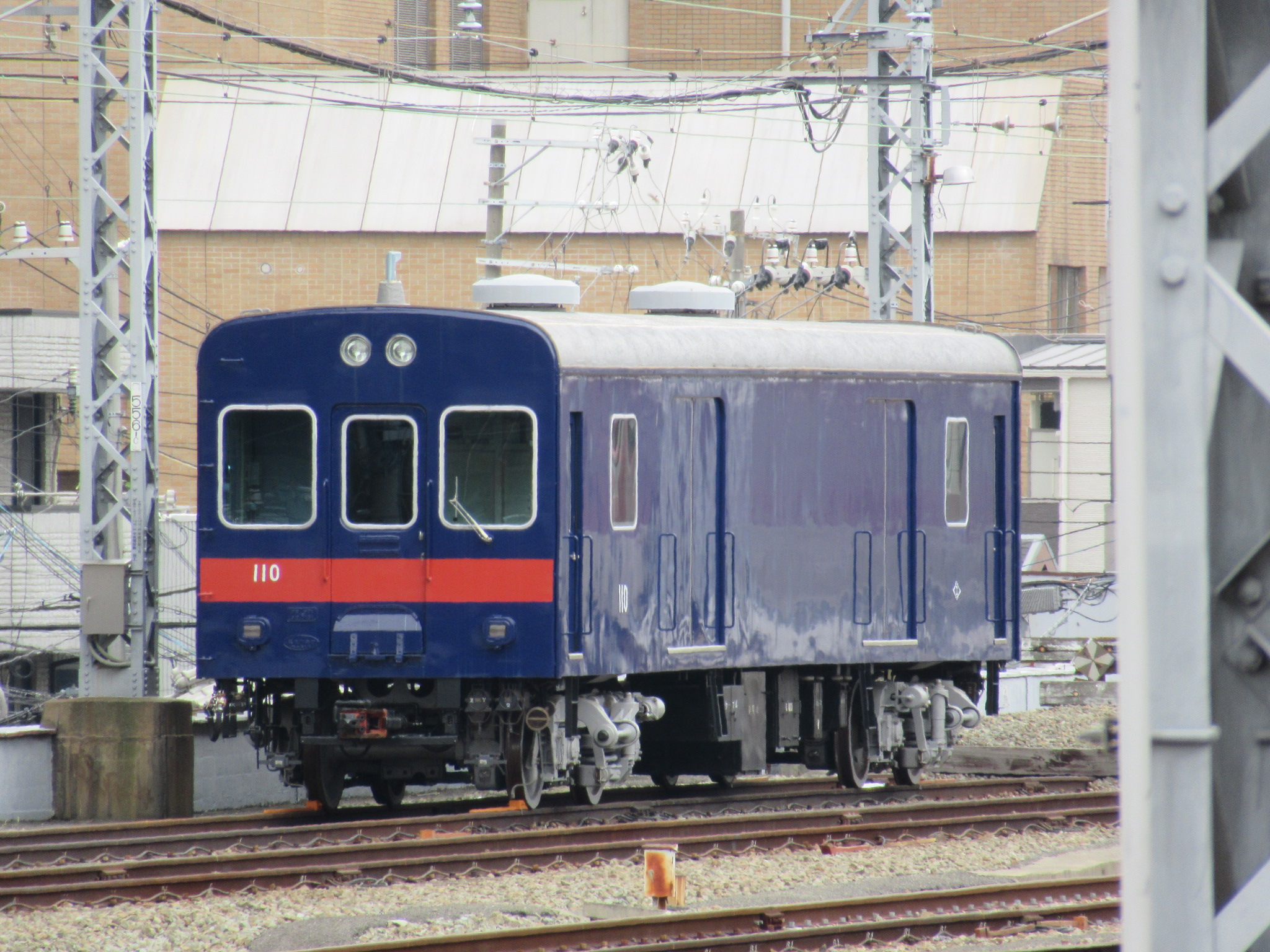
阪神電鉄110形

### 阪急電鉄[6][7][8]
阪急電鉄では920系を改造した4050形救援車を4両保有している。動力装置は持たず、営業用車両で救援車を牽引する。

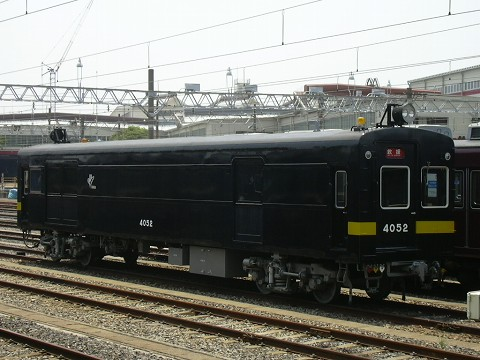
阪急電鉄4050形

### 山陽電気鉄道
山陽電気鉄道では3000系の付随車3550形（2000系からの編入車）を改造した1500号救援車を保有していた。運転台・動力装置を持たない付随車であり、使用時は3000系又は2300系に連結して使用される。推進運転で現場に向かうこともできるよう、付随車ながら両端に前照灯（作業灯兼用）・連絡通話装置・保安ブレーキスイッチ・ATS受電器・警笛を備えていた。東二見車両基地に配置されていたが、2010年6月30日付けで廃車された。

### 西日本鉄道[9]
西日本鉄道では筑紫車両基地に5000形を改造した3両固定編成の900形911Fが配置されている。

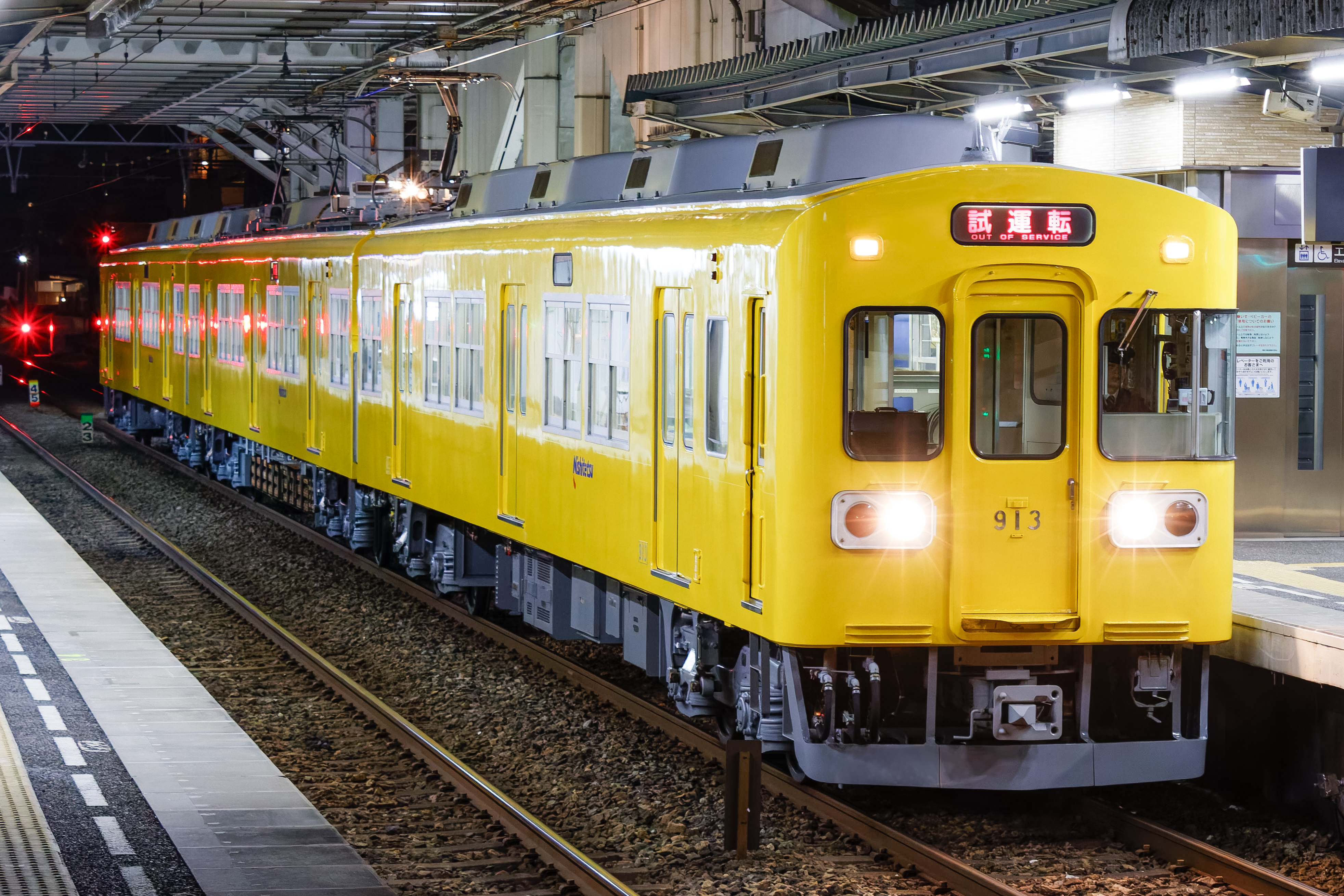
900形911F